# Ran (film)
Ran (jap. 乱 rebelia, powstanie, bunt) – japoński dramat kostiumowy z 1985 roku w reżyserii Akiry Kurosawy, oparty na fabule Króla Leara Williama Szekspira. Akcja toczy się w Japonii okresu Sengoku. Zdjęcia kręcono na zamkach w Kumamoto i Himeji.

## Obsada
- Tatsuya Nakadai – lord Hidetora Ichimonji
- Akira Terao – Tarō
- Jinpachi Nezu – Jirō
- Daisuke Ryū – Saburō
- Mieko Harada – lady Kaede
- Yoshiko Miyazaki – lady Sue
- Masayuki Yui – Tango
- Peter – błazen Kyoami
- Kazuo Katō – Kageyu Ikoma
- Hitoshi Ueki – Nobuhiro Fujimaki
- Norio Matsui – Ogura
- Mansai Nomura – Tsurumaru
- Hisashi Igawa – Kurogane
- Takeshi Katō – Koyata Hatakeyama
- Kenji Kodama – Shirane

## Fabuła
Odpowiednikiem króla Leara jest w filmie Hidetora Ichimonji, starzejący się arystokrata, pan feudalny. Zamiast córek ma on trzech synów: Tarō, Jirō i Saburō (który jest odpowiednikiem szekspirowskiej Cordelii). Hidetora postanawia oddać władzę w swojej domenie w ręce Tarō, najstarszego syna, podczas gdy Jirō i Saburō otrzymają we władanie Drugi i Trzeci Zamek. Jirō i Saburō mają wspierać Tarō. Saburō jednak krytykuje plan Hidetory, twierdząc iż jest on głupcem myśląc, że bracia będą żyli ze sobą w pokoju. Tango, jeden ze sług Hidetory, staje w obronie Saburō. Obaj zostają skazani na wygnanie.
Niedługo potem Hidetora zostaje odtrącony przez swoich synów i jest zmuszony tułać się wraz z Tango i błaznem Kyoami. Jirō pokonuje Tarō, a potem sam zostaje pokonany przez innego władcę, który sprzymierzył się z Saburō. W końcu Saburō odnajduje Hidetorę, ale w chwilę później zostaje zabity przez zbłąkaną kulę, a Hidetora umiera z rozpaczy.
Film zawiera wiele misternych wątków pobocznych dotyczących zdrady i zabójstw wewnątrz rodzin, obnażających próżność i fałsz dworskiego życia.

## Nagrody i nominacje
Ran uważany jest za jeden z najlepszych filmów Kurosawy. Obraz zdobył Oscara za najlepsze kostiumy (Emi Wada) oraz nominacje za najlepszą reżyserię, zdjęcia i scenografię. Ścieżka dźwiękowa do filmu jest autorstwa Tōru Takemitsu.